# Crush (Jennifer Paige)
Crush is de debuutsingle van Jennifer Paige. Het is afkomstig van haar debuutalbum Jennifer Paige. De toen nog onbekende zangeres nam het nummer op onder leiding van muziekproducent Andy Goldmark. Die bracht de definitieve versie zonder enige verdere opsmuk naar het plaatselijk radiostation KIIS-FM in Los Angeles. Dat radiostation zond het talloze keren uit, ook omdat er steeds verzoeken voor dit liedje kwamen.

## Hitnotering
Het plaatje scoorde in veel landen over de gehele wereld, opmerkelijk voor een debuutsingle.
In de Verenigde Staten haalde het 35 weken de Billboard Hot 100 waarvan 10 weken op nummer 3 (als hoogste positie). In Engeland stond het twaalf weken genoteerd met als hoogste plaats 4. In België verkocht het nummer aanzienlijk minder dan in Nederland.

### Nederlandse Top 40
| Positie: | 33 | 22 | 16 | 11 | 9 | 8 | 6 | 6 | 9 | 14 | 23 | 35 | 40 | uit |

### NederlandseSingle Top 100
| Hitnotering: 5-9-1998 t/m 13-2-1999 | Hitnotering: 5-9-1998 t/m 13-2-1999 | Hitnotering: 5-9-1998 t/m 13-2-1999 | Hitnotering: 5-9-1998 t/m 13-2-1999 | Hitnotering: 5-9-1998 t/m 13-2-1999 | Hitnotering: 5-9-1998 t/m 13-2-1999 | Hitnotering: 5-9-1998 t/m 13-2-1999 | Hitnotering: 5-9-1998 t/m 13-2-1999 | Hitnotering: 5-9-1998 t/m 13-2-1999 | Hitnotering: 5-9-1998 t/m 13-2-1999 | Hitnotering: 5-9-1998 t/m 13-2-1999 | Hitnotering: 5-9-1998 t/m 13-2-1999 | Hitnotering: 5-9-1998 t/m 13-2-1999 | Hitnotering: 5-9-1998 t/m 13-2-1999 | Hitnotering: 5-9-1998 t/m 13-2-1999 | Hitnotering: 5-9-1998 t/m 13-2-1999 | Hitnotering: 5-9-1998 t/m 13-2-1999 | Hitnotering: 5-9-1998 t/m 13-2-1999 | Hitnotering: 5-9-1998 t/m 13-2-1999 | Hitnotering: 5-9-1998 t/m 13-2-1999 | Hitnotering: 5-9-1998 t/m 13-2-1999 | Hitnotering: 5-9-1998 t/m 13-2-1999 | Hitnotering: 5-9-1998 t/m 13-2-1999 | Hitnotering: 5-9-1998 t/m 13-2-1999 | Hitnotering: 5-9-1998 t/m 13-2-1999 |
| Week:                               | 1                                   | 2                                   | 3                                   | 4                                   | 5                                   | 6                                   | 7                                   | 8                                   | 9                                   | 10                                  | 11                                  | 12                                  | 13                                  | 14                                  | 15                                  | 16                                  | 17                                  | 18                                  | 19                                  | 20                                  | 21                                  | 22                                  | 23                                  |                                     |
| ----------------------------------- | ----------------------------------- | ----------------------------------- | ----------------------------------- | ----------------------------------- | ----------------------------------- | ----------------------------------- | ----------------------------------- | ----------------------------------- | ----------------------------------- | ----------------------------------- | ----------------------------------- | ----------------------------------- | ----------------------------------- | ----------------------------------- | ----------------------------------- | ----------------------------------- | ----------------------------------- | ----------------------------------- | ----------------------------------- | ----------------------------------- | ----------------------------------- | ----------------------------------- | ----------------------------------- | ----------------------------------- |
| Positie:                            | 95                                  | 66                                  | 55                                  | 47                                  | 32                                  | 26                                  | 17                                  | 12                                  | 11                                  | 11                                  | 7                                   | 6                                   | 14                                  | 15                                  | 21                                  | 28                                  | 37                                  | 41                                  | 47                                  | 57                                  | 66                                  | 69                                  | 79                                  | uit                                 |

### BelgischeBRT Top 30
| Positie: | 24 | 24 | 17 | 17 | 21 | 21 | 24 | 28 | uit |

### VlaamseUltratop 50
| Positie: | 41 | 24 | 17 | 17 | 21 | 21 | 24 | 28 | 32 | 37 | 48 | uit |

### NPO Radio 2 Top 2000
Crush stond alleen in 2001 in de NPO Radio 2 Top 2000, op plek 1972.